# Heinz Hermann Koelle
Heinz Hermann Koelle (* 22. Juli 1925 in Danzig; † 20. Februar 2011 in Berlin) war ein deutsch-US-amerikanischer Raketentechniker und Luft- und Raumfahrtwissenschaftler.

## Leben
Nach dem Krieg studierte er an der Universität Stuttgart Maschinenbau und schloss das Studium 1954 als Diplomingenieur ab. 1963 promovierte er an der Technischen Universität Berlin (TU Berlin). Er war Organisator des 3. International Astronautical Congress in Stuttgart 1952.
Von 1955 bis 1960 leitete er die U.S. Army Ballistic Missile Agency in Huntsville, Alabama. In dieser Eigenschaft war er Mitglied des Startteams um den ersten US-Satelliten Explorer 1 im Jahr 1958. 1960 wurde er Direktor des Marshall Space Flight Centers der NASA. Dort war er verantwortlich für den vorläufigen Entwurf der Saturn-Trägerrakete und Mitarbeiter des Apollo-Programms. 1965 wurde er Leiter des Instituts für Raumfahrttechnik an der TU Berlin, wo er 1991 Emeritus wurde. Die letzte Vorlesung an der TU Berlin hielt er 1997. Ab 1985 war er Co-Vorsitzender des Moon-Mars Committees der International Academy of Astronautics. 2007 wurde Koelle mit dem Space Pioneer Award der amerikanischen „National Space Society“ ausgezeichnet.
Koelle verstarb am 20. Februar 2011 in Berlin.

## Werke
- Handbook of Astronautical Engineering, McGraw-Hill, New York, 1961.
- Werden und Wirken eines deutsch-amerikanischen Raumfahrt-Professors, Wissenschaft & Technik, 1994.
- Lunar Bases: Strategies, Concepts, Prospects and Plans, Shaker Verlag GmbH, Germany, Auflage 1, 2003.